# 郭敦仁
郭敦仁（1917年10月23日—2000年11月11日），祖籍广东省香山县，出生于汉口。中国物理学家。 1940年毕业于西南联合大学。 毕业后在原中央研究院工作；1950年到清华大学物理系任教，1952年到北京大学物理系任教。 主讲数学物理方法、量子力学、经典电动力学等课程。著有《数学物理方法》、《特殊函数概论》（王竹溪 郭敦仁合著）、《量子力学初步》和《电动力学》等教材。他编写的课程《数学物理方法》获得1988年全国教材优秀奖；他与王竹溪教授合著的专著《特殊函数概论》在国内外都享有盛誉。 郭敦仁教授曾担任中国物理学名词委员会委员，和多种中国物理学杂志的审稿编辑。
1989年郭敦仁教授将《特殊函数概论》翻译成英语，在新加坡出版。
郭敦仁教授业余嗜好为打桥牌，发明过大方片叫牌法。在《桥牌》杂志上的笔名是郭晔，曾翻译《桥局惊奇录》。